# Глуховский, Лев Иосифович
Лев Иосифович Глуховский (укр. Лев Йосипович Глухівський; род. 28 октября 1942 года, с. Новороссийское Новороссийского района Актюбинской области Казахской ССР) — украинский учёный и политический деятель, доктор технических наук, профессор, депутат Верховной рады Украины II—IV созывов (1998—2002, 2005—2006).

## Биография
Родился 28 октября 1942 года в селе Новороссийское Новороссийского района Актюбинской области Казахской ССР.
В 1964 году окончил Львовский политехнический институт по специальности инженер-электротехник.
С января 1965 года был инженером, с октября 1965 года — заведующим лабораторией, с сентября 1967 года — аспирантом, с сентября 1970 года — ассистентом, с января 1972 года — старшим преподавателем, с сентября 1985 года — доцентом, с сентября 1990 года — профессором, с сентября 1991 года по апрель 1994 года — заведующим кафедрой электрических машин Львовского политехнического института.
На парламентских выборах в 1994 году избран народным депутатом Верховной рады Украины II созыва по Золочёвскому избирательному округу № 277 Львовской области. В парламенте состоял во фракции Народного руха Украины, был членом комитета по вопросам науки и народного образования.
На парламентских выборах в 1998 году избран народным депутатом Верховной рады Украины III созыва по партийному списку Народного руха Украины, был № 41 в списке. Состоял во фракции НРУ, был главой подкомитета по вопросам инновационной деятельности и защиты интеллектуальной собственности комитета по вопросам науки и народного образования.
С 20 сентября 2005 года был народным депутатом Верховной рады Украины IV созыва от блока Виктора Ющенко «Наша Украина». Состоял во фракции Народного руха Украины, был членом комитета по вопросам науки и народного образования.